# Yulia Ferulik
Yulia Ferulik  (russe : Юлия Ферулик) est une joueuse russe de volley-ball née le 2 janvier 1987 à Stepnoïe (Oblast de Saratov). Elle mesure 1,87 m et joue centrale. Pour la saison 2012-2013, elle signe un contrat d'un an avec l'ASPTT Mulhouse

## Clubs
| Club                    | Pays               | De        | À         |
| ----------------------- | ------------------ | --------- | --------- |
| Iskra Samara            | Russie             | 2001-2002 | 2008-2009 |
| Longa '59 Lichtenvoorde | Pays-Bas           | sept 2009 | jan 2010  |
| Tioumen Tumgu           | Russie             | jan 2010  | mai 2010  |
| SK UP Olomouc           | République tchèque | 2010-2011 | 2010-2011 |
| PA Venelles VB          | France             | 2011-2012 | 2011-2012 |
| ASPTT Mulhouse          | France             | 2012-2013 | ....      |

## Palmarès
- Coupe de République tchèque 
  - Finaliste : 2011